# Giuseppe Biava
Giuseppe Biava (* 8. Mai 1977 in Seriate) ist ein ehemaliger italienischer Fußballspieler.

## Vereinskarriere
Giuseppe Biava spielte in seiner Jugend bei Atalanta Bergamo. Im Alter von 18 Jahren wechselte er zum damaligen Viertligisten Albinese Calcio. 1998 fusionierte sein Verein mit der SC Leffe zur UC AlbinoLeffe und Biava spielte noch zwei weitere Jahre dort. Danach wurde er für eine Saison an die AS Biellese 1902 ausgeliehen, ehe er 2001 erneut zu AlbinoLeffe wechselte und dort bis Ende 2003 spielte. Aufgrund seiner guten Leistungen wurde er im Januar 2004 von der US Palermo verpflichtet, die am Saisonende nach 32 Jahren erstmals wieder den Aufstieg in die Serie A meisterten. Mit Palermo schaffte der Abwehrspieler gleich in der ersten Erstligasaison einen überraschenden 6. Platz und damit die Qualifikation zum UEFA-Pokal. Erfolgreichster Torschütze war damals Luca Toni. Auch in der Folgesaison erreichten die Rosanero die Qualifikation zum UEFA-Pokal, allerdings begünstigt durch den Fußballskandal in Italien. Im Juni 2007 verlängerte Biava seinen Vertrag bei Palermo bis zum 30. Juni 2009. Trotz der Verlängerung wurde er bereits ein Jahr später vom Ligakonkurrenten CFC Genua verpflichtet.
Im Februar 2010 wurde er vom Erstligisten Lazio Rom mit einer Vertragslaufzeit bis zum Ende der Saison 2013/14 verpflichtet.

## Erfolge
- Coppa-Italia-Sieger: 2012/13